# Buttelstedt
Buttelstedt est une ancienne commune allemande située en Thuringe dans l'arrondissement du Pays-de-Weimar. Elle est située à 11 kilomètres au nord de Weimar.

## Personnalités liées à la commune
- Johann Friedrich Fasch, compositeur et violoniste
- August Wilhelm Hupel, linguiste
- Johann Ludwig Krebs, compositeur

## Liens externes

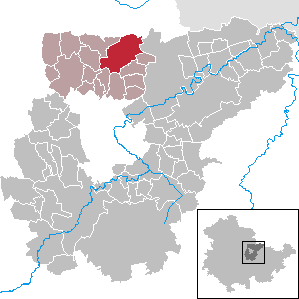